# St. Sixtus (Faulenberg)

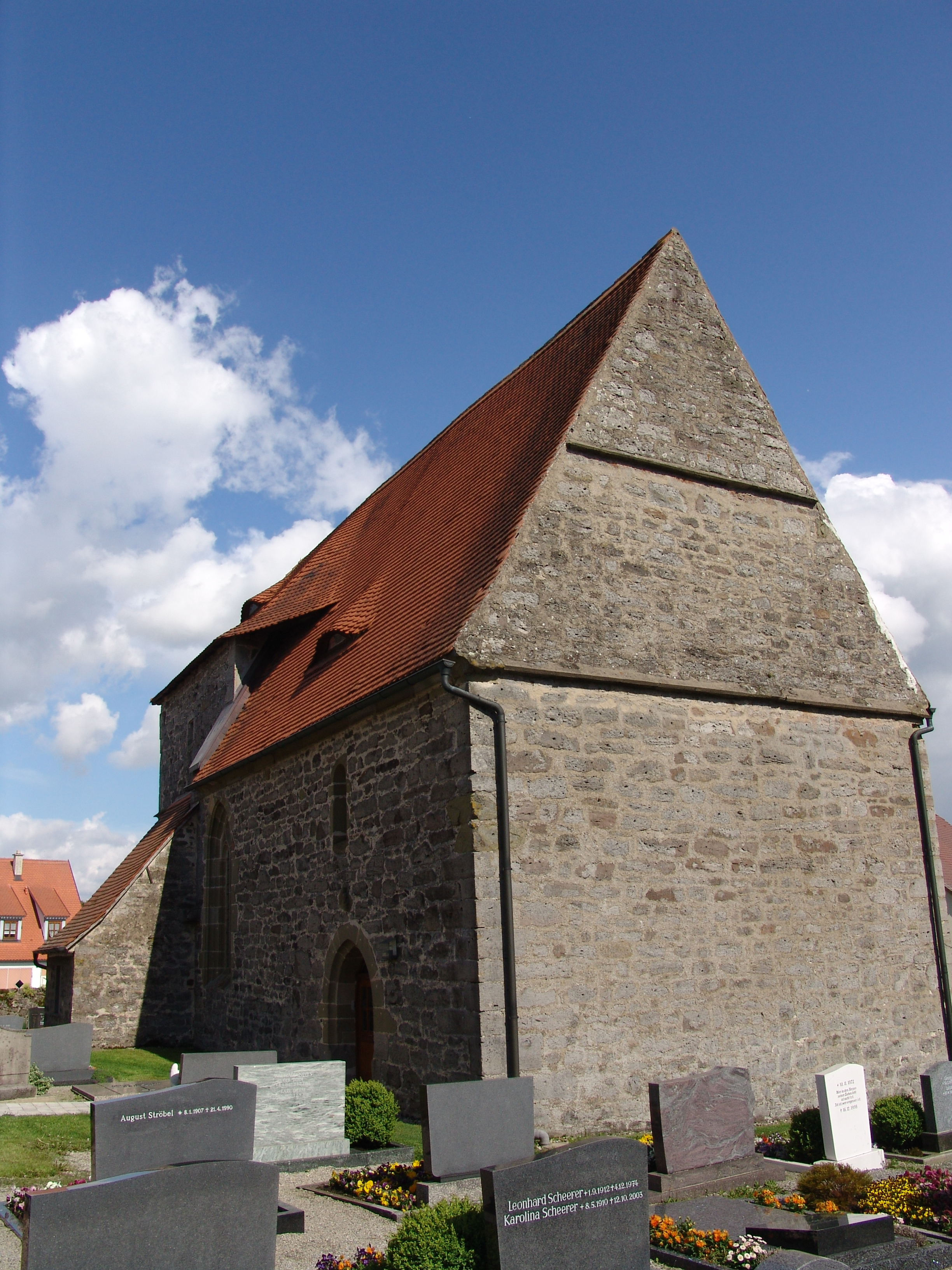
St. Sixtus (Faulenberg)

Die evangelische, denkmalgeschützte Filialkirche St. Sixtus steht in Faulenberg, einem Gemeindeteil der Stadt Schillingsfürst im Landkreis Ansbach (Mittelfranken, Bayern). Das Bauwerk ist unter der Denkmalnummer D-5-71-198-39 als Baudenkmal in der Bayerischen Denkmalliste eingetragen. Die Kirchengemeinde gehört zur Pfarrei Diebach-Oestheim in der Region Süd des Dekanats Rothenburg ob der Tauber im Kirchenkreis Ansbach-Würzburg der Evangelisch-Lutherischen Kirche in Bayern.

## Beschreibung
Der mittelalterliche Chorturm aus Bruchsteinen mit spitzbogigen Maßwerkfenstern, ursprünglich Bestandteil einer Wehrkirche, wurde im 15. Jahrhundert auf die Höhe des Dachfirstes des Langhauses gekürzt. Das Geschoss oberhalb des Gurtgesimses, das die Turmuhr beherbergt, und das Pyramidendach, das hinter den als Dachgauben gestalteten Klangarkaden den Glockenstuhl beherbergt, wurden ihm erst in späteren Jahrhunderten aufgesetzt. Die Sakristei wurde an die Nordwand des Chorturms angebaut. An der Südseite des Langhauses befindet sich ein Portal, dessen Sturz mit einem Relief verziert ist, auf dem ein Pferd dargestellt ist. 
Im Innenraum des Langhauses, der mit einer Flachdecke überspannt ist, wurden 1754 an zwei Seiten Emporen eingebaut. Zur Kirchenausstattung gehören ein Sakramentshaus aus dem 15. Jahrhundert, der Altar von 1688, der 1747 ergänzt wurde, die Kanzel aus dem 17./18. Jahrhundert und das Taufbecken aus dem ausgehenden 16. Jahrhundert. Das Chorgestühl wurde um 1400 gebaut.